# Jamphotus tuberculatus
Jamphotus tuberculatus is een keversoort uit de familie glimwormen (Lampyridae). De wetenschappelijke naam van de soort werd voor het eerst geldig gepubliceerd in 1941 door Barber.